# جیمی راجرز (خواننده)
جیمز چارلز(جیمی)راجرز (به انگلیسی: Jimmie Rodgers) (زاده 8 سپتامبر 1897، درگذشته 26 می 1933) خواننده آمریکایی سبک کانتری در اوایل قرن بیستم بود. وی در مریدیان، میسیسیپی آمریکا متولد شد. در میان اولین ستاره‌ها و پیشگامان موسیقی کانتری با عناوینی مثل «آوازه خوان آبی» و «پدر موسیقی کانتری» شناخته می شود. وی در ۳۵ سالگی در شهر نیویورک درگذشت.